# Anne Grete Hollup
Anne Grete Hollup, född den 29 mars 1957 i Mo i Rana, är en norsk författare. Hon har gett ut romanerna Maria og knivmakeren (1989, Tarjei Vesaas debutantpris), Forandringer (1990) och Celias kjærlighet (1994), men har varit mest aktiv inom barn- och ungdomslitteratur. Tyven (1993) följdes av Du skal ikke lyve (1995), Elsker ... Elsker ikke? (1997), Ruby og kjærligheten (1998), Engel (2000) och Skyggene lever sitt eget liv (2002). Hon har även skrivit dramatiska arbeten (Frost, 1998).